# Instrument flight rules
 Der er for få eller ingen kildehenvisninger i denne artikel, hvilket er et problem. Du kan hjælpe ved at angive troværdige kilder til de påstande, som fremføres i artiklen.

Instrument flight rules (dansk: instrumentflyveregler; IFR) er fastsatte regler hvorunder en flyvning kan foregå. Ved en IFR-flyvning er pilotens primære navigationshjælpemidler RNAV-udstyr, GPS, radiofyr samt instruktioner fra flyveledelsen, hvilket tillader IFR-flyvninger at blive udført selv under ringe meteorologiske forhold.
IFR står som modstykke til VFR (visual flight rules), hvor piloten i klart vejr navigerer flyet vha. visuelle referencer på jordoverfladen.
Den amerikanske flyveadministrations Instrument Flying Handbook (Instrument Flyvehåndbog) definerer IFR som: "Regler og reguleringer fastsat af FAA for at regulere flyvning under betingelser, hvor flyvning uden visuelle henvisninger ikke er sikre. IFR-flyvning afhænger af flyvning med henvisning til instrumenter i flydækket, og navigation er opnået ved henvisning til elektroniske signaler." Det er også et begreb, som piloter og kontrollører bruger til at angive typen af flyveplan, som et fly flyver, såsom en IFR- eller VFR-flyveplan.